# ゆれる人魚
『ゆれる人魚』（原題：Córki dancingu、英題：The Lure）は、2015年のポーランドのホラーファンタジー映画。2016年サンダンス映画祭ワールドシネマコンペティションドラマ部門審査員特別賞受賞作品。

## あらすじ
共産主義政権下にあった1980年代のワルシャワ。海から陸に上がってきた人魚の姉妹はナイトクラブにたどり着く。姉妹は、歌を披露し、人気者に乗り上がる。そんな中、姉のシルバーはベース奏者のミェテクと恋に落ちるが、人魚としての本性も目覚めてしまう。

## スタッフ
- 監督：アグニェシュカ・スモチンスカ
- 脚本：ロベルト・ボレスト
- 製作：ボジミェジュ・ニデルハウス
- 撮影：クバ・キヨフスキ
- 編集：ヤロスワフ・カミンスキ
- 美術：ヨアンナ・マハ
- 衣装：カタジーナ・レビンスカ
- 振付：カヤ・コジェイチク、ヤロスワフ・スタニエク
- 音楽：バルバラ・ヴロンスカ、ズザンナ・ヴロンスカ・バラディ
- 特殊撮影：トマシュ・マトラシェク
- サウンド：マリア・チアレツカ、マルチン・レナルチェク
- 共同プロデューサー：ズビグニエフ・アダムケーヴィッチ、ヤロスワフ・サフコ、ピョートル・シコラ
- プロダクション・マネージャー：アンジェイ・ベシュタク

## キャスト
- クリシア：キンガ・プレイス
- シルバー（姉）：マルタ・マズレク
- ゴールデン（妹）：ミハリーナ・オルシャンスカ
- ミェテク：ヤクブ・ギェルシャウ
- ナイトクラブの支配人：ジグムント・マラノウッツ
- 民兵官：カタジーナ・ヘルマン
- ドラマー：アンジェイ・コノプカ
- トリトン：マルチン・コバルチク
- ミス・ムフェト：マグダレーナ・チェレツカ
- ナンシー：カタジーナ・サヴチュク

人魚姉妹の名は英語版や日本語版ではシルバー(Silver)とゴールデン(Golden)だが、ポーランド語版ではスレブルナ(Srebrna)とズウォタ(Złota)という。（ポーランド語で銀と金はそれぞれ"srebro", "złoto"という。）